# 恩地孝四郎
恩地 孝四郎（おんち こうしろう、1891年（明治24年）7月2日 - 1955年（昭和30年）6月3日）は、東京府南豊島郡淀橋町出身の版画家・装幀家・写真家・詩人。長女は児童文学翻訳家の恩地三保子。
創作版画の先駆者のひとりであり、日本の抽象絵画の創始者とされている。前衛的な表現を用いて、日本において版画というジャンルを芸術として認知させるに至った功績は高く評価されている。

## 作風
木版画、装幀、写真など様々な分野で活躍した。版画においては、抽象絵画の創始者であるワシリー・カンディンスキーらの影響を受け、日本における最初期の抽象版画作品を制作している。大正期には具象・非具象問わず数々の版画の名作を生みだしたが、第二次世界大戦後はもっぱら抽象版画に傾倒し、葉や紐、木片などを用いる手法（マルチブロック）も編み出した。1955年に死去する直前まで創作活動を続け、日本における抽象画の先駆者として前衛性が高く評価されている。
装幀家としての活動は版画家としての活動よりも早い。収入を得る手段として装幀の道を歩み始め、竹久夢二や北原白秋に評価されて、大正期末から昭和初期にかけて地位を確立した。戦後は新しい版画技術を導入して新たな道を切り開き、1955年までの45年間に、児童書・学術書・写真集・百科事典など幅広い分野で600点の装幀を手掛けている。
写真においてはアマチュアであったが、前衛的な表現手法を好んで用い、フォトグラムやフォトモンタージュの作品、ロシア構成主義的な作品集『飛行官能』（1934年）、新即物主義的な植物の写真を多く掲載した作品集『博物誌』（1942年）などを発表している。後者の2つの作品集については、自身の詩や版画との組み合わせで、独自の世界を形作っている。

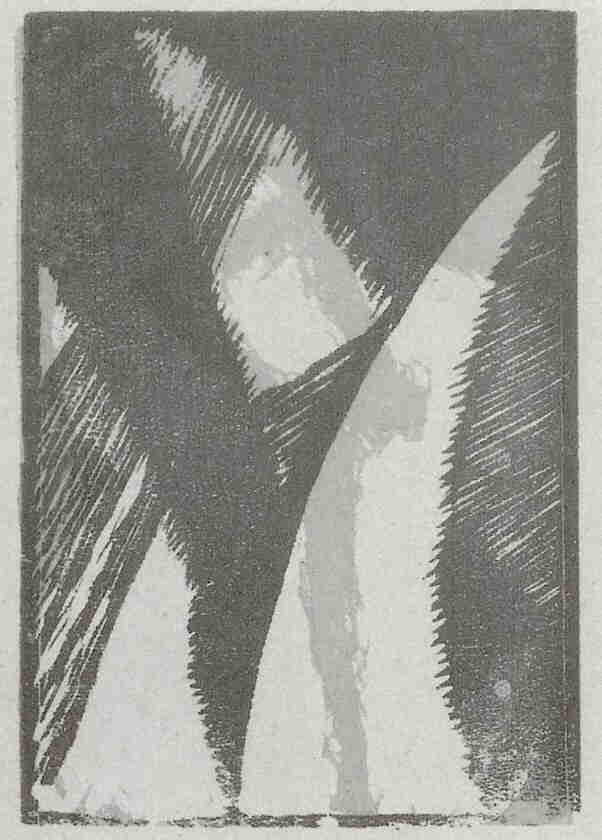
「愚人願求」1914年 (大正3年)
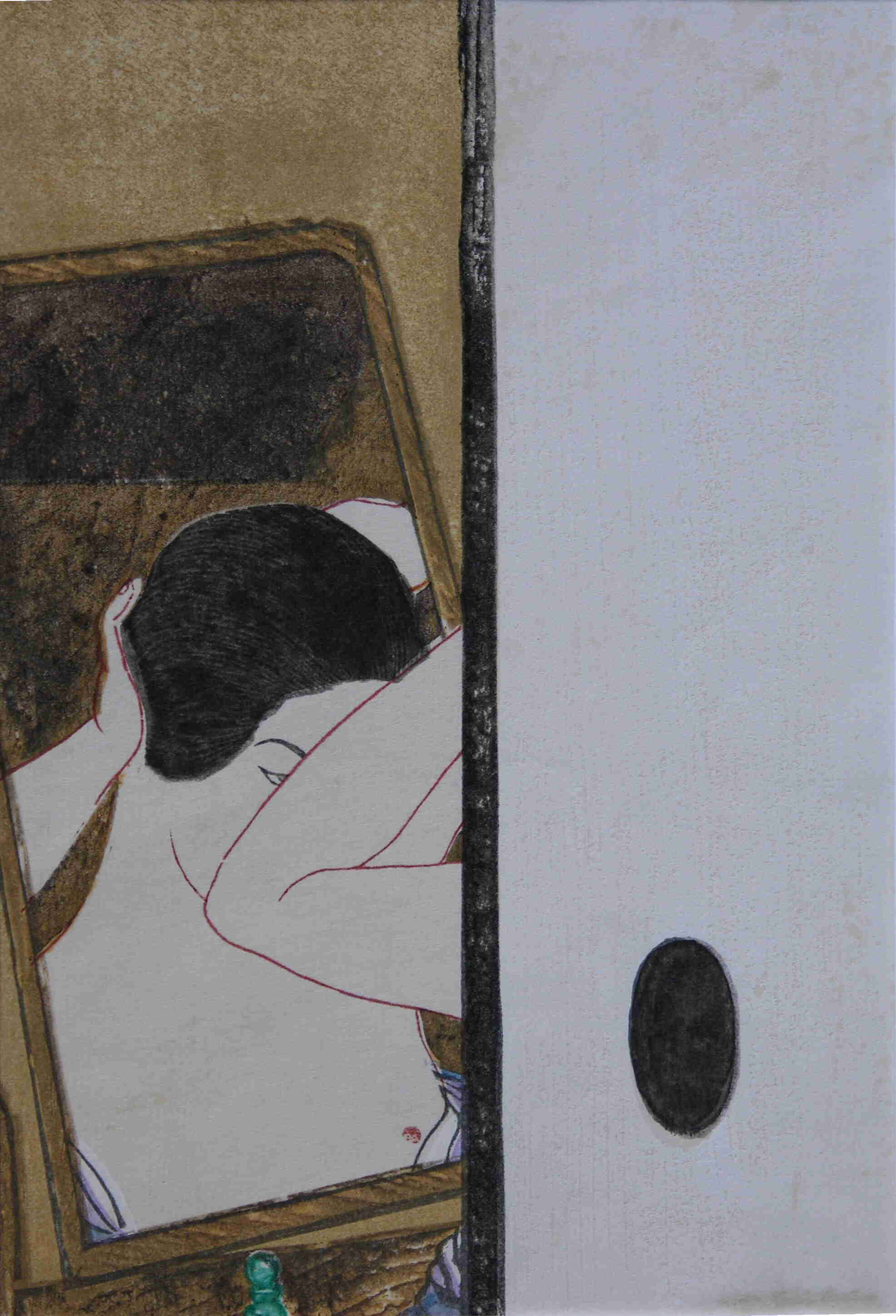
「鏡」1930年（昭和５年）
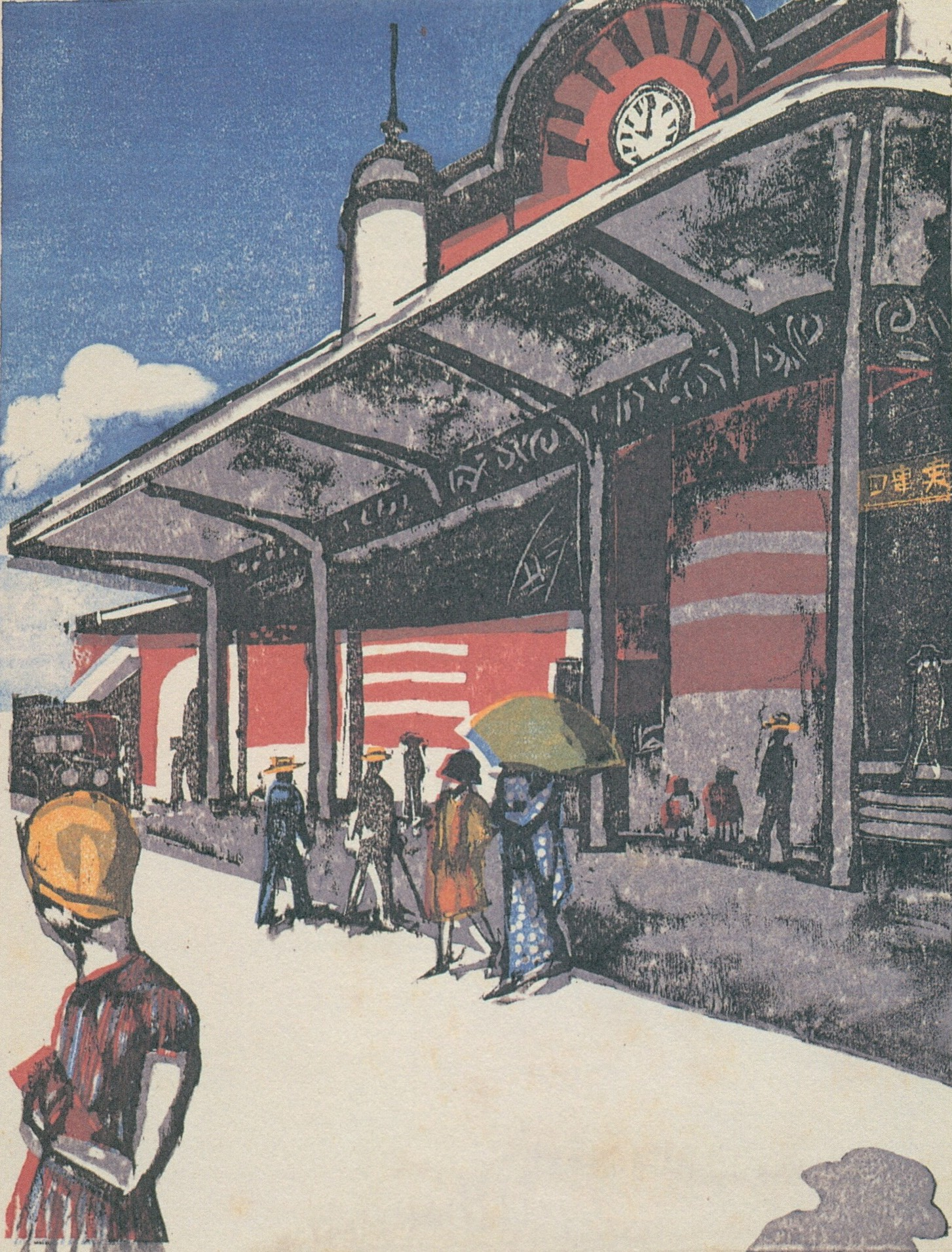
『新東京百景』「東京駅」 （1928年～1932年の間）
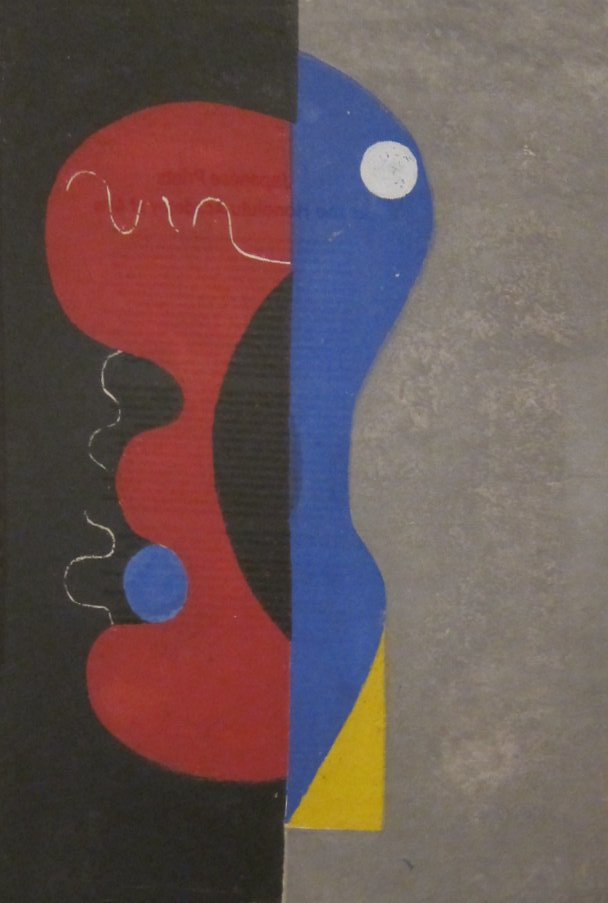
「Lyric No. 23」1952年（昭和２７年）

## 経歴

### 芸術家としての歩み
父の恩地轍（）は東京地方裁判所検事で、のち宮内省式部職となる。母は京都出身で轍の2番目の妻である。1891年7月2日、孝四郎は恩地家の第5子4男として、東京府南豊島郡淀橋町に生まれた。1904年に東京市立番町尋常小学校を卒業した後、父親の希望した医者になるべく獨逸学協会学校中等部に進学したが、卒業後の1909年には第一高等学校入試に失敗し、その翌年の1910年には父親に背いて東京美術学校予備科西洋画科志願に入学。同時期には白馬会原町洋画研究所に通い始め、池内三郎、田中恭吉、藤森静雄などと出会った。1911年には東京美術学校予備科彫刻科塑像部志望に入学し、6月には竹久夢二らとともに『都會スケッチ』を刊行。7月には現在確認できる恩地の初めての装幀本である西川光二郎の『悪人研究』が刊行され、さらには竹久の主宰雑誌『櫻さく國 白風の巻』に絵と詩を発表した。1912年には東京美術学校予備科西洋画科志望に再入学し、『少年界』『密室』などに油彩画やペン画など様々な作品を発表した。 

### 版画家としての出発
1914年1月には恩地家に寄宿していた女子美術学校の学生と婚約。同年3月、日比谷美術館で開催された木版画展でワシリー・カンディンスキーらドイツ表現主義作家の抽象版画に深く共鳴し、この頃に版画の創作を始めたと思われる。なお、東京美術学校を中途退学している。春から夏にかけて田中・藤森とともに同人誌『月映（つくはえ）』（私輯）を6輯まで発行し、9月には洛陽堂から自画自刻の木版画と詩歌の雑誌『月映（つくはえ）』（公輯）が刊行。この頃から北原白秋や室生犀星や萩原朔太郎との交友がはじまり、月映は7輯に達した。恩地は16歳の時に三兄を、19歳の時に妹と次兄を亡くしているが、24歳だった1915年に親友の田中の死を経験し、生の苦悩や歓喜を表現した作品を多数生みだした。1915年には日本の近代絵画最初期の抽象作品と言われる『抒情』シリーズを発表し、1916年には2年の婚約期間を経て小林のぶと結婚。1917年には長女の恩地三保子（）が誕生。萩原の第一詩集『月に吠える』の装幀を担当した。1918年には山本鼎、織田一磨らの日本創作版画協会発起に協力し、1919年1月の展覧会開催に尽力した。1920年には長男の恩地邦郎（）が誕生し、翌1921年には次男の恩地昌郎（）が誕生、1924年には次女の恩地暁子（）が誕生した。この時期には具象的な油彩作品も製作された。

### 多様な展開
1927年には帝国美術院展（帝展、現在の日展）が版画の受理を初めて認め、同年に『幼女浴後』が初入選を果たした。1929年には平塚運一や川上澄生、藤森とともに創作版画倶楽部を設立し、『新東京百景創作版画』の頒布が開始されている。なお、1928年に父の恩地轍が没している。1930年に詩と版画誌『線』を沢田伊四郎などと創刊。1931年に中野区囲より杉並区東荻町に転居。同年には日本創作版画協会や洋風版画協会の面々が結集して日本版画協会が結成され、恩地はその常任委員に就任しているほか、1936年には国画会版画部の会員に推挙された。1939年には関野凖一郎や山口源とともに版画の研究会である「一木会」を開き、守洞春、若山八十氏などの後進の指導にあたった。この間、1933年に母の頼子（）が没している。また、1939年に陸軍省嘱託として中支方面に従軍し、後に従軍の印象をまとめた個展を伊勢丹で開いた。
海外で開催された日本の版画展に目を向けると、1934年にはパリの装飾芸術美術館(Musée des Arts Décoratifs)で開催された「日本現代版画とその源流展」に7点を出品し、1936年にはジュネーブ市博物館で開催された「日本の古版画と日本現代版画展」に10点を出品している。また、同年7月にはサンフランシスコ市立デ・ヤング記念美術館(M. H. de Young Memorial Museum)で行われた「日本現代版画展」に複数作品を出品し、翌年までに恩地の作品はロサンゼルス、シカゴ、フィラデルフィア、ニューヨーク、ロンドン、リヨン、ワルシャワ、ベルリンを巡回した。

### 抽象に傾倒した戦後
戦時中も製作の手を休めなかったが（なお、1945年に次男の昌郎が戦死している）、戦後は抽象版画に傾倒し、『イマージュ』『アレゴリー』『フォルム』などのシリーズが同時進行的に製作された。これらの抽象作品は日本人より先に、日本に駐留するアメリカ人に評価され、多数の作品がアメリカに持ち帰られた。1953年6月には国際版画協会が創立され、恩地は初代理事長に選ばれた。同じ頃には岡本太郎や村井正誠、植村鷹千代とともに国際アートクラブ日本支部を発足させている。1955年4月に心身の不調を訴え、東京大学医学部附属病院に入院するが、5月に退院して自宅療養を続けた。6月3日に病状が急変して杉並区の自宅で死去し、品川区上大崎の高福院に葬られた。63歳没。法名は勝徳院真誉孝淳居士。

## 交友関係
恩地が装幀家としての名声を高めるのに貢献した北原白秋のほかに、数々の著名人と交友関係があった。室生犀星はモダンアートに批判的な意見を持っていたが、新聞連載小説の挿絵担当に恩地を5度（15年間）も指名し、交友関係は長く続いた。恩地は1943年に『「氷島」の著者（萩原朔太郎像）』を製作しているが、室生も「午後」（『第二愛の詩集』所収）で恩地夫妻について触れている。

## 代表作
いずれも版画

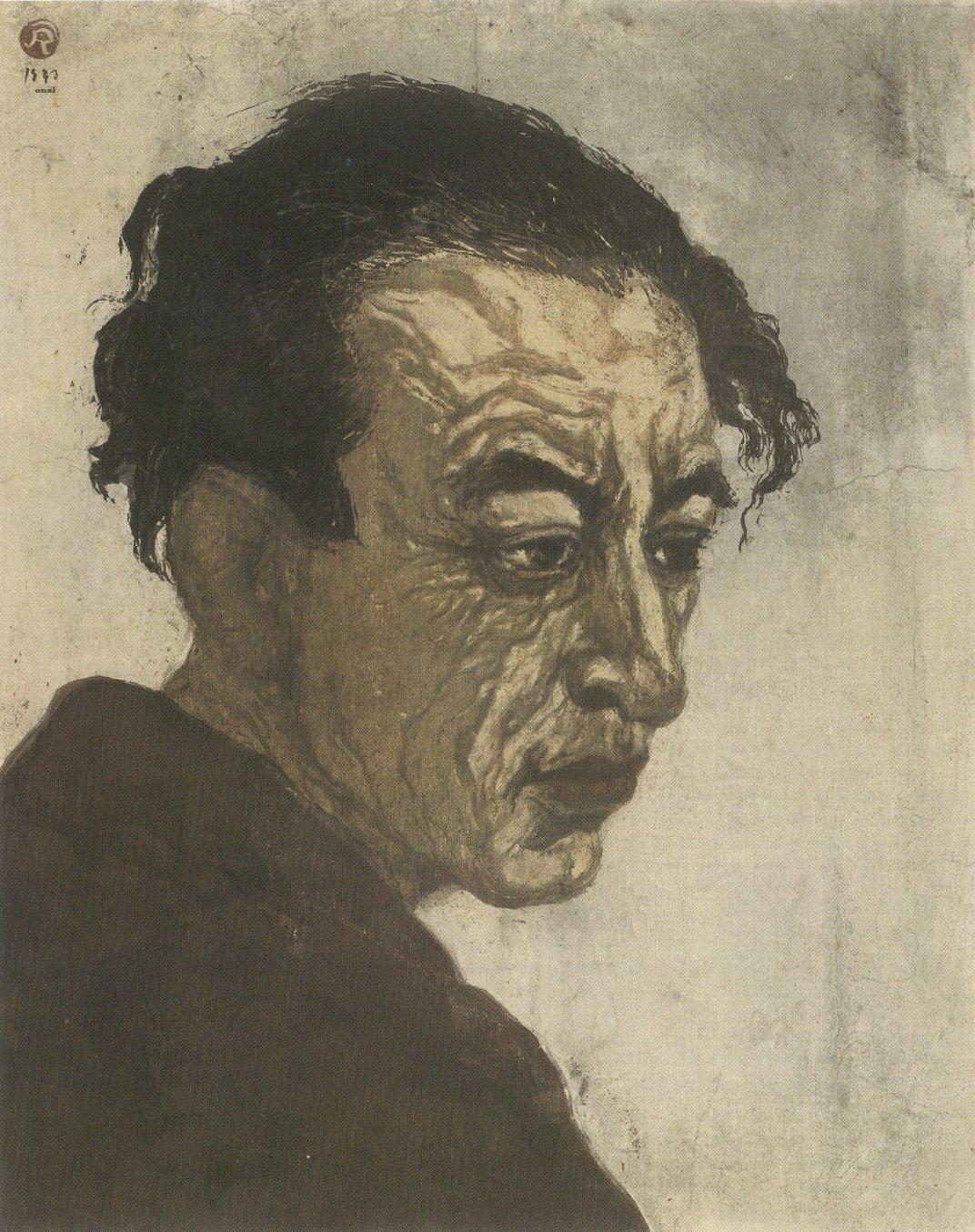
『「氷島」の著者（萩原朔太郎像）』（1943年）

- 『抒情』シリーズ（1914年-1915年）

公刊『月映』に掲載され、目や手などのモチーフを使って感情を象徴的に表現した。
- 『リリック』シリーズ（1932年-）

『抒情』の延長線上にあるとされ、恩地版画のライト・モチーフとして戦後も継続された。
- 『ポエム』シリーズ（1937年-）

動物や植物、季節の自然をモチーフにした連作であり、戦後も継続された。
- 『「氷島」の著者（萩原朔太郎像）』（1943年）

二十年来の友人である萩原朔太郎が亡くなった翌年に作成された。
- 『あるヴァイオリニストの肖像』（1946年）

占領軍基地内で行われた諏訪根自子の悲愴感あふれるリサイタルをモチーフにした。
- 『フォルム』シリーズ（1948年-）、『コンポジション』シリーズ（1949年-）

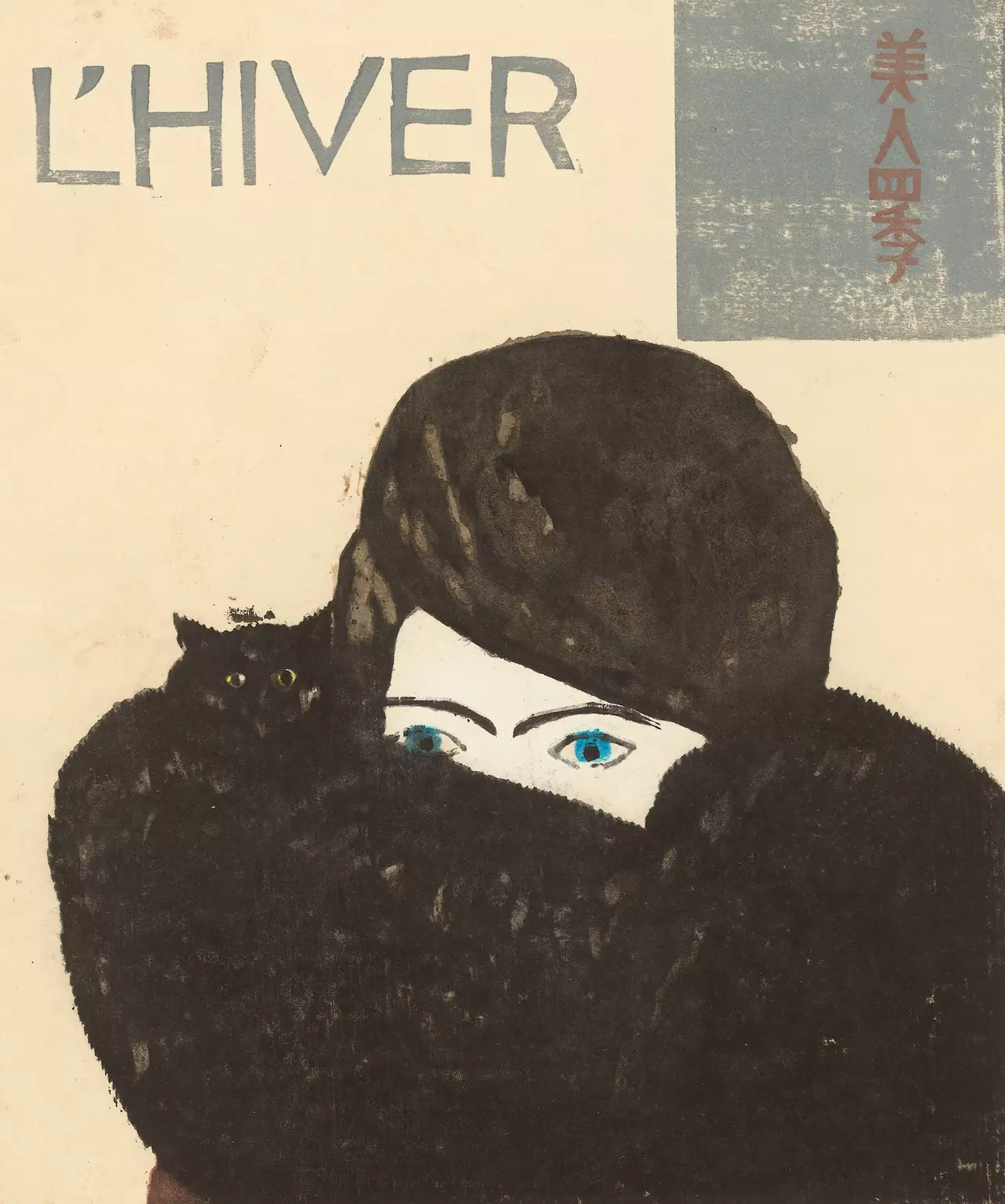

形態と色彩を追求した。
- 『オブジェ』シリーズ（1954年-）

紐・布・板切れ・針金・段ボール・落ち葉などを用いたマルチブロックと呼ばれる手法を利用した。

## 著作
- 『海の童話 詩を伴ふ版画連作』 版画荘、1934年
- 『飛行官能』 版画荘、1934年
- 『季節標』 アオイ書房、1935年
- 『工房雑記 美術随筆』 興風館、1942年
- 『博物志』 玄光社、1942年
- 『虫・魚・介』 アオイ書房、1943年
- 『草・虫・旅』 竜星閣、1943年
- 『ちいさいひとへのおはなし春夏秋冬』 友文社、1947年
- 『人間のつくる美』 六三書院、1949年
- 『本の美術』 誠文堂新光社、1952年
- 『日本の現代版画』 創元選書、1953年
- 『日本の憂愁』 竜星閣、1955年

### 編著
- 『日本の花 詞華集』 富岳本社、1946年